# Frédéric II de Legnica
Frédéric II de Legnica, en tchèque : Fridrich II. Břežsko-Lehnický et en polonais : Fryderyk II Legnicki, né le 12 février 1480 à Liegnitz, mort 17 septembre 1547 dans la même ville, duc de Legnica (en allemand Liegnitz) et de Brzeg (en allemand Brieg) de 1488 à 1547. Il règne également sur Lubin (allemand Lüben) en 1503-1505 et 1521-1547, Wołów (allemand : Wolhau) en 1523-1547, 1/2 de Scinawa (allemand: Steinau) de 1528 à 1547, Głogów 1540-1544 (allemand: Glogau) et Ziębice (allemand: Münsterberg), comme duc engagiste de 1542-1547. Il fut enfin aussi gouverneur de Basse-Silésie de 1516 à 1526.

## Origine de la famille
Frédéric est issu de la maison Piast. Son père était le duc de Legnica (en allemand Liegnitz) Frédéric Ier († 1488) ; sa mère, Ludmilla († 1503), était la fille du roi de Bohême Georges de Podebrady. Frédéric avait un frère, Georges Ier de Brzeg.
Le 26 novembre 1515, Frédéric épouse Élisabeth, fille du roi de Pologne Casimir IV. Cette union aboutie à la naissance d'une fille, Hedwige (†1517). Après la mort d’Élisabeth, en 1517, Frédéric épousa, le 24 novembre 1518, Sophie († 1537), fille du margrave de Frédéric II de Brandebourg-Ansbach II et sœur du margrave 
George le Pieux. Le couple a eu trois enfants :
- Frédéric III de Legnica († 1570), duc de Legnica.
- Georges II de Brzeg († 1586), duc de Brieg, marié à Barbara de Brandebourg (1527-1595).
- Sophie de Legnica († 1546), mariée à l'électeur de Brandebourg Jean II Georges.

## Biographie
Après la mort prématurée de son père, Frédéric a grandi sous la tutelle de sa mère et a passé quelque temps à la cour de Prague, auprès du roi Vladislav. Avec son frère cadet Georges, en 1499, il rejoint le gouvernement de son duché. Il régne seul sur le duché de Brieg jusqu'à la majorité de son frère. En 1507, Frédéric entrepris un pèlerinage jusqu'à Jérusalem. De 1516 à 1526, il occupe la charge de gouverneur de Basse-Silésie.
Après la mort de Georges en 1521, le duché de Brzeg et de Legnica reviennent à Frédéric et, en 1523 par l'achat de la principauté Wohlau, il étend son domaine. Durant la même année, il devient le médiateur entre le Grand-Maître Albert de Brandebourg et le roi de Pologne Sigismond Ier. De 1540 à 1544, Frédéric détient la principauté de Głogów en gage. En 1542 ses neveux Joachim, Henri II, Jean et Georges II de Poděbrady lui engagent leur Duché de Münsterberg (en polonais Ziębice), qui après la mort de Frédéric II est occupé par l'empereur Ferdinand Ier de Habsbourg.
Depuis 1523, Frédéric est un partisan de la Réforme protestante et a fondé, en 1526, à Legnica, la première université protestante. Toutefois, du fait d'une controverse entre Martin Luther et Caspar Schwenckfeld von Ossig, l'Université n'ouvre réellement qu'en 1530. Bien que personnellement acquis aux idées religieuse nouvelles, Frédéric II laisse ses sujets exercer librement leurs cultes.